# 디 차이트

디 차이트의 로고

《디 차이트》(독일어: Die Zeit)는 독일의 신문이다. 매주 목요일 전국적으로 발행되는 훌륭한 저널리즘의 명성을 가진 주간지로, 함부르크에 본사를 두고 있다. 2012년 하반기의 일평균 발행 부수는 504,072부로, 구독자는 200만명을 약간 상회하는 것으로 예상되며 가장 널리 읽히는 독일 주간지이다. 논조는 중도 또는 사회 민주주의 성향이다.

## 역사
1946년 2월 21일 첫 발행을 하였다. 한 지면에 여러 가지 작은 기사가 실리는 일반 신문과 달리, 하나의 기사가 여러 장에 걸쳐 게재되는 것이 특징이다.